# Marek Antoniusz Orator
Marek Antoniusz Orator, (Marcus Antonius Orator; M. Antonius M. f. M. n.), (ur. 143 p.n.e. – zm. 87 p.n.e.) – polityk i znany mówca rzymski.
Około 117 p.n.e. bronił przed sądem konsula z roku 118 p.n.e. Kwintusa Marcjusza Reksa. Kwestor w 113 roku w prowincji Asia. Gdy dotarł do portu w Brundyzjum (dzisiejsze Brindisi) w drodze do swojej prowincji, otrzymał wiadomość, że został oskarżony przed pretorem Lucjuszem Kasjuszem o przestępstwo seksualne. Nie skorzystał z immunitetu przysługującemu urzędnikom służbowo przebywającym poza krajem, ale dobrowolnie wrócił do Rzymu, dając dowód pewności siebie, i szybko uzyskał uniewinnienie. Jako przykład lojalności podawano zachowanie się w trakcie tego procesu jednego z niewolników Antoniusza, który najsroższymi torturami nie dał się skłonić do zeznawania przeciwko swojemu panu. W 112 p.n.e. oskarżał Gnejusza Papiriusza Karbona, który jako konsul w roku poprzednim poniósł klęskę w wojnie z Cymbrami i Teutonami a w 103 p.n.e. bronił konsula Gnejusza Malliusza Maksimusa konsula z roku 105 p.n.e. który też poniósł klęskę w walce z Cymbrami. Pretor w 104; dowódca w randze prokonsula (praetor proconsule) w wojnie z piratami w Cylicji. Po drodze do Cylicji zatrzymał się w Atenach, gdzie przysłuchiwał się dysputom filozoficznym i retorycznym. Zginął w tej wojnie służący pod nim jako legat Marek Gratydiusz, jego przyjaciel a krewny Cycerona. Wrócił do Rzymu w 100 p.n.e. już po tym jak na mocy procedury senatus consultum ultimum został stłumiony ruch Saturninusa.
Za sukcesy w wojnie z piratami senat przyznał Markowi Antoniuszowi w roku 100 prawo do tryumfu. W późniejszym okresie piraci zemścili się na nim, porywając i zabijając jego córkę. Sprzeciwiał się reformom agrarnym proponowanym  w 99 p.n.e., Sekstiusza Titiusza. Konsulat sprawował w 99 p.n.e. razem z Aulusem Postumiuszem Albinusem. Cenzor w 97 wraz z Lucjuszem Waleriuszem Flakkusem.
Usunęli z senatu byłego trybuna Marka Duroniusza za to, że zawetował ustawę przeciwko zbytkowi, bezczelnie argumentując, że wolność oznacza także swobodę zrujnowania się i prawo nie może narzucać bycia oszczędnym. Duroniusz później oskarżył Antoniusza o nadużycia wyborcze (de ambitu), ten został jednak uniewinniony.
Marek Antoniusz z sukcem bronił Maniusza Akwiliusza oskarżonego o zdzierstwa na Sycylii, kończąc mowę obrończą zdarł z piersi oskarżonego tunikę, ukazując blizny po ranach odniesionych na wojnach i uzyskał uniewinnienie.
Bronił samego siebie oskarżony według prawa Kwintusa Wariusza Hybrydy, trybuna ludowego z 91 p.n.e., o zachęcanie sprzymierzeńców do powstania przeciw Rzymowi.
Należał do stronnictwa arystokratycznego i w czasie wojny domowej był stronnikiem Sulli i służył prawdopodobnie w wojsku jako legat.
W 87 p.n.e. był przez senat wysłany w charakterze posła do Kwintusa Cecyliusza Metellusa Piusa z wezwaniem do powrotu do Rzymu i obrony przed stronnictwem popularów. W konsekwencji swojej postawy zginął, gdy w 87 p.n.e. Rzymem zawładnęli Mariusz i Cynna i rozkazali zabić Antoniusza. 
Podobno żołnierze wysłani z rozkazem zamordowania Antoniusza wahali się wykonać zadanie poruszeni elokwencją mówcy. Dopiero ich dowódca, Publiusz Anniusz, ściął Markowi Antoniuszowi głowę, którą Mariusz kazał umieścić na rostrach lub na własnym stole.
Był wybitnym mówcą, łączył karierę polityczną z występowaniem jako obrońca i oskarżyciel w procesach cywilnych. Nie zachowała się żadna mowa Marka Antoniusza Oratora i jego reputację jako mówcy opieramy na świadectwie Cycerona. Cyceron uważał Marka Antoniusza obok Lucjusza Licyniusza Krassusa za najwybitniejszego i najwytworniejszego mówcę rzymskiego. Marka Antoniusza  uczynił jednym z głównych rozmówców w dziele De oratore ad quintum fratrem i przez jego usta wyraził swoje przemyślenia i wiadomości na temat sztuki oratorskiej w Rzymie.

## Dzieci
- Marek Antoniusz Kretyk
- Gajusz Antoniusz Hybryda
- Antonia